# Купріянова Людмила Андріївна
Людмила Андріївна Купріянова (рос. Людмила Андреевна Куприянова вересень 1914—13 січня 1987) — радянська науковиця, палінолог та систематик, доктор біологічних наук. Засновниця Лабораторії палінологіі у Ботанічному інституті ім. В. Л. Комарова РАН у Санкт-Петербурзі (Ленінграді).

## Біографія
Донька потомственого почесного громадянина домовласника Андрія Івановича Купріянова, що походив із старообрядницької родини з околиць міста Буя Костромської губернії, та Олени Костянтинівни Степанової, з петербурзьких купців. З 1934 року одружена з Євгеном Григоровичем Бобровим, сини Андрій (нар. 1936, кандидат біологічних наук, працював у Ботанічному інституті) та Олександр (нар. 1940, інженер-хімік). Прізвища в шлюбі не змінювала.
Понад 50 років Л. А. Купріянова пропрацювала у Ботанічному інституті ім. В. Л. Комарова, довгі роки керувала створеною нею лабораторією палінологіі. Вона однією з перших усвідомила необхідність створення довідкової колекції пилку та спор. Результатом багаторічної роботи очолюваного нею колективу стала широко відома Палінотека (сховище зразків пилку) Ботанічного інституту, яка до теперішнього часу (2011 рік) містить 21 000 препаратів пилку та спор.
Л. А. Купріянова опублікувала понад 200 статей, присвячених систематиці рослин, історії флор та будові пилку. Її перші роботи були присвячені таксономічній обробці кількох родів рослин Leonurus, Linaria, Lotus, Panzeria тощо для книги «Флора СРСР». Її перша наукова стаття про пилок розових вийшла у 1940 році. У 1948 році вона опублікувала вичерпне стосторінкове дослідження «Морфологія пилку та філогенія однодольних», яке вважають важливим досягненням у досліджуваній галузі. Темою своєї дисертації вона обрала палінологію Amenthaceae. Вона була однією з піонерів використання електронної мікроскопії (як трансмісійної, так і скануючої) у вивченні будови пилку рослин з родів Allium, Chloranthus, Cousinia, Liquidambar, Nelumbo та Nymphaea. Л. А. Купріянова описала Нотофагові як окрему родину квіткових рослин порядку Букоцвіті.
Л. А. Купріянова була активною учасницею численних міжнародних ботанічних та геологічних конгресів. Вона була всесвітньо визнано. експерткою-палінологинею: її запрошували в редакційні ради ряду міжнародних видань, наприклад Pollen et Spores (Франція), Review of Palaeobotany & Palynology (Голландія) та World Pollen and spores (Швеція).
Л. А. Купріянова померла 13 січня 1987 року у Ленінграді від нападу серцевої хвороби. Похована на Богословському кладовищі.

## Почесті
О. А. Гроссгейм назвав на її честь один з видів злаків — Secale kuprijanovii Grossh. & Nevski (1936) — Жито Купріянової. Зараз це назва входить у синоніміку таксона Secale strictum C.Presl subsp. kuprijanovii (Grossh.  & Nevski) K.Hammer (1987).